# Lugneträsk
Lugneträsk är en sjö i Värmdö kommun i Uppland och ingår i Norrström-Tyresåns kustområde. Sjön har en area på 0,049 kvadratkilometer och ligger 20,4 meter över havet.

## Delavrinningsområde
Lugneträsk ingår i det delavrinningsområde (657289-165457) som SMHI kallar för Rinner till Björnöfjärden. Medelhöjden är 20 meter över havet och ytan är 13,97 kvadratkilometer. Det finns inga avrinningsområden uppströms utan avrinningsområdet är högsta punkten. Avrinningsområdets utflöde mynnar i havet, utan att ha någon enskild mynningsplats.